# 더블 크라임
《더블 크라임》(영어: Double Jeopardy)은 1999년 개봉한 미국의 범죄 스릴러 영화이다. 애슐리 저드, 토미 리 존스, 브루스 그린우드 등이 출연하였다. 미국의 수정헌법 제5조의 조문(條文) 중 이중위험금지를 소재로 한 영화이다.

## 출연
| 배우                 | 배역                                      |
| -------------------- | ----------------------------------------- |
| 애슐리 저드          | 리비 파슨스                               |
| 토미 리 존스         | 트래비스 레이먼                           |
| 브루스 그린우드      | 닉 파슨스 / 사이먼 라이더 / 조너선 데버로 |
| 애너베스 기시        | 앤절라 "앤지" 그린                        |
| 로마 마피아          | 마거릿 소컬라우스키                       |
| 제이 브래조          | 보비 롱                                   |
| 마이클 개스턴        | 커터                                      |
| 데이브 헤이거        | 짐 맹골드                                 |
| 더비니아 맥패든      | 에벌린 레이크                             |
| 베치 브랜틀리        | 검사                                      |
| 스펜서 트리트 클라크 | 매티 파슨스(11세)                         |
| 벤저민 위어          | 매티(4세)                                 |
| 브레넌 엘리엇        | 여피 남성                                 |
| 트레이시 빌라        | 오비                                      |
| 키건 트레이시        | 양품점 판매원                             |
| 대니얼 러페인        | 잘생긴 인터넷 전문가                      |
| 조이 코그힐          | 정원의 이웃                               |
| 애나 헤이건          | 리비의 어머니                             |
| 조지 툴리아토스      | 뉴올리언스 바텐더                         |
| 프렌치 티크너        | 판사                                      |

## 우리말 녹음
MBC 성우진
- 송도영 - 리비(애슐리 저드)
- 박일 - 닉(브루스 그린우드)
- 김병관 - 트래비스(토미 리 존스)
- 이미자 - 마거릿(로마 마피아) / 매티(스펜서 트리트 클라크)
- 박선영 - 앤절라(애너베스 기시)
- 정희선 - 할머니(조이 코그힐)
- 김태훈 - 맹골드(데이브 헤이거) / 판사(프렌치 티크너)
- 홍승옥 - 리비의 엄마(애나 헤이건)
- 권혁수 - 보비(제이 브래조)
- 엄태국 - 손님(브레넌 엘리엇)
- 엄현정 - 오비(트레이시 빌라)
- 김지영 - 양품점 판매원(키건 트레이시)
- 최한 - 커터(마이클 개스턴)
- 문남숙 - 어린 매티(벤저민 위어)
- 박신희 - 검사(베치 브랜틀리)
- 방성준 - 술집 주인(조지 툴리아토스)
- 정재헌 - 학생(대니얼 러페인)

## 같이 보기
- 이중위험금지(Double Jeopardy)
- 미국 수정헌법 제5조